# Centrum Archiwistyki Społecznej
Centrum Archiwistyki Społecznej (CAS) – instytucja kultury wspierająca rozwój oddolnego ruchu archiwistyki społecznej, działająca od 1 lutego 2020 roku. CAS ma status instytucji współprowadzonej przez Ministra Kultury i Dziedzictwa Narodowego oraz Fundację Ośrodka KARTA. Umowa o utworzeniu i wspólnym prowadzeniu Centrum została podpisana 24 stycznia 2020 przez Ministra Kultury i Dziedzictwa Narodowego Piotra Glińskiego oraz Prezesa Fundacji Ośrodka KARTA Zbigniewa Gluzę. 

## Geneza CAS
Centrum Archiwistyki Społecznej wyrasta z doświadczenia założonej w 1982 roku Fundacji Ośrodka KARTA, która dziś tworzy największe w Polsce archiwum społeczne. W 2012 roku Fundacja rozpoczęła systemowe wspieranie archiwów społecznych oraz rozwijanie ich sieci. Działania te doprowadziły do zbudowania systemu informacji o polskich archiwach społecznych, wytworzenia narzędzi wspierających ich pracę (m.in. Otwartego System Archiwizacji – OSA) oraz do stopniowej profesjonalizacji dziedziny, a także do ugruntowania pojęcia archiwistyki społecznej w środowiskach lokalnych, wśród naukowców, edukatorów, ludzi kultury. 
Ze względu na skalę – żywiołowy rozwój tej dziedziny życia społecznego, w istocie emanacji społeczeństwa obywatelskiego, przekroczył granice skuteczności samej KARTY. Od dawna staraliśmy się znaleźć systemowe wzmocnienie dla takiej aktywizacji społecznej, a przy ogólnopolskim zakresie działań możliwe to było wyłącznie w relacji z państwem. Ostatnio okazało się, że resort kultury gotów jest poprzeć powołanie Centrum Archiwistyki Społecznej, jako instytucji państwowej współprowadzonej przez Fundację Ośrodka KARTA. Tę bezinteresowną politycznie deklarację przyjęliśmy z wdzięcznością. 

(Zbigniew Gluza, Prezes Fundacji Ośrodka KARTA)
Archiwa społeczne nie tylko ocalają ważne świadectwa historii, ale też sprawiają, że takie świadectwa powstają. [...] Najważniejsze dla archiwisty społecznego jest działanie. Pukanie do drzwi osób prywatnych, wertowanie strychów, buszowanie po szkolnych kronikach, odwiedzanie dawnych zakładów pracy – to codzienność tej pracy i chyba jej najbardziej fascynująca część. Jednak co zrobić potem ze zbiorami? Jak je zabezpieczyć, opracować, udostępnić, jak pokazać społeczności – po to właśnie powstało Centrum Archiwistyki Społecznej, by pomagać w powyższych kwestiach. Metodologia pracy opiera się na ogólnych zasadach archiwistyki – CAS przekazuje jednak tę wiedzę w sposób dostępny dla osób bez wykształcenia czy praktyki archiwalnej. 

(Katarzyna Ziętal, dyrektor Centrum Archiwistyki Społecznej)

## Misja i cele CAS
Centrum Archiwistyki Społecznej powołano, aby wspierać działania w obszarze archiwistyki społecznej, rozwijać sieć współpracy między archiwami społecznymi oraz trwale zapisywać społeczną historię Polski, zabezpieczać i popularyzować zbiory stanowiące dziedzictwo narodowe, a także wzmacniać zaangażowanie obywateli w dokumentowanie historii. Działalność Centrum Archiwistyki Społecznej realizowana jest wielotorowo, a jej różne aspekty obejmują: 
- Organizację wydarzeń – w tym cyklicznego Kongresu Archiwów Społecznych czy Letniej Akademii Archiwistyki Społecznej, które służą sieciowaniu, wymianie doświadczeń i inspiracji.
- Rozwój narzędzi cyfrowych – przede wszystkim Otwartego Systemu Archiwizacji (OSA), w którym archiwa społeczne opisują i porządkują swoje zbiory, oraz zintegrowanego z nim portalu Zbiory Społeczne (zbioryspoleczne.pl), na którym można przeglądać tysiące materiałów (zdjęć, dokumentów życia społecznego, nagrań audio i wideo) udostępnionych przez archiwa społeczne z całej Polski[5].
- Szkolenia i warsztaty podnoszące kompetencje – zarówno początkujących, jak i bardziej doświadczonych archiwistów społecznych, m.in. z opracowania i digitalizacji materiałów, przechowywania zbiorów czy metod nagrywania historii mówionej.
- Działalność informacyjną, popularyzację i promocję archiwów społecznych z całej Polski – ich zbiorów, działalności i osób je tworzących. Misja CAS obejmuje upowszechnianie archiwistyki społecznej jako sposobu na odkrywanie lokalnych historii oraz aktywizowanie społeczności i budowanie społeczeństwa obywatelskiego.
- Wsparcie ruchu archiwistyki społecznej poprzez organizację projektów kulturalnych, m.in. wystawienniczych i animacyjnych.

- Działalność wydawniczą – opracowywanie publikacji i materiałów edukacyjnych, które wskazują dobre praktyki w gromadzeniu i upowszechnianiu zbiorów społecznych. Wśród wydawnictw CAS znajdują się „Podręcznik dla archiwistów społecznych” (praca zbiorowa; 2023 – dostępny także w formie interaktywnej[6]), pierwszy polski przekład książki „Głos przeszłości. Wprowadzenie do historii mówionej” (Joanna Bornat, Paul Thompson; 2021[7]) czy „Entuzjaści. Portrety archiwistów społecznych” (praca zbiorowa; 2021[8]).

Szczegółowe cele CAS określono w statucie instytucji.

## Kongres Archiwów Społecznych
Kongres Archiwów Społecznych jest cyklicznym, odbywającym się co dwa lata wydarzeniem organizowanym przez Fundację Ośrodka KARTA (w latach 2015–2019) i Centrum Archiwistyki Społecznej (od 2021). W ramach Kongresu prezentowane są projekty zarówno realizowane CAS, jak i inne (w tym oddolne) inicjatywy, oraz różne podejścia do dokumentowania mikrohistorii. Ważnym elementem kongresu są spotkania i warsztaty, które mają na celu zapoznanie uczestników z narzędziami do tworzenia i rozwijania archiwów, wymianę doświadczeń, nawiązanie współprac z osobami angażującymi się w prowadzone lokalnie działania z zakresu archiwistyki społecznej. 
| Data | Edycja                                                                                         | Podsumowanie |
| ---- | ---------------------------------------------------------------------------------------------- | --- |
| 2015 | I Kongres Archiwów Społecznych (Warszawa)                                                      | W czasie kongresu swoją działalność przedstawiło 11 archiwów społecznych z wielu regionów Polski, odbyła się również prezentacja bezpłatnego narzędzia do opracowywania zbiorów, jakim jest Otwarty System Archiwizacji (OSA). Wydarzenie było też okazją do nawiązania sieci archiwów społecznych, wypracowania roboczych zasad dotyczących archiwistyki społecznej oraz grup eksperckich. |
| 2017 | II Kongres Archiwów Społecznych (Warszawa)                                                     | Na Kongresie podsumowano dwa lata intensywnego rozwoju archiwistyki społecznej oraz zaprezentowano wyzwania stojące przed środowiskiem zajmującym się gromadzeniem i badaniem oddolnie dokumentowanych historii. |
| 2019 | III Kongres Archiwów Społecznych pod hasłem: „AS-y społeczeństwa” (Warszawa)                   | W Kongresie wzięło udział 200 przedstawicieli archiwów (społecznych, państwowych, bibliotek publicznych) oraz badaczy oraz pasjonatów historii lokalnej. Był poświęcony przede wszystkim działaniom archiwów społecznych w przestrzeni publicznej służącym budowie społeczeństwa obywatelskiego.                                                                                            |
| 2021 | IV Kongres Archiwów Społecznych pod hasłem „Otwórz archiwum, uruchom społeczność!” (Sulejówek) | Wydarzenie poświęcone było korzyściom płynących z archiwów społecznych i wyzwaniach, jakie przed nimi stoją. W Kongresie można było wziąć udział zarówno stacjonarnie (w Muzeum Józefa Piłsudskiego w Sulejówku), jak i online. Była to pierwsza edycja Kongresu po formalnym powstaniu Centrum Archiwistyki Społecznej.                                                                    |
| 2023 | V Kongres Archiwów Społecznych pod hasłem: „Historia na głosy” (Lublin)                        | Głównym zagadnieniem Kongresu była historia mówiona[link do wiki]. Warsztaty, debaty i spotkania poświęcone były tworzeniu i opracowywaniu nagrań, a także sposobom na czynne wykorzystanie ich w badaniach czy projektach kulturalnych. |

## Portal Zbiory Społeczne (ZbiorySpoleczne.pl)
Portal Zbiory Społeczne prezentuje dokumenty życia społecznego, fotografie, nagrania audio i wideo, dodane i opisane w Otwartym Systemie Archiwizacji przez archiwistów społecznych. Dzięki temu w jednym miejscu zgromadzonych jest ponad 145 000 materiałów zamieszczonych przez kilkaset archiwów społecznych (lokalne stowarzyszenia, fundacje, biblioteki, prywatne inicjatywy; stan na rok 2023). Materiały prezentowane na portalu opowiadają zarówno o życiu mieszkańców dużych miast, jak i społeczności mniejszych miejscowości i wsi z niemal każdego regionu kraju, stanowiąc cenne źródło wiedzy o lokalnych tradycjach czy historiach grup zawodowych. 

## Władze CAS
24 stycznia 2020 Minister Kultury i Dziedzictwa Narodowego Piotr Gliński powołał Katarzynę Ziętal na stanowisko p.o. dyrektor Centrum Archiwistyki Społecznej, a od 1 stycznia 2021 na stanowisko dyrektora instytucji. W listopadzie 2023 została powołana na kolejną, 7-letnią kadencję. Od 12 lutego 2020 stanowisko zastępcy dyrektora obejmuje Joanna Łuba.